# Bitwa nad Uji (1184)
Bitwa nad Uji (1184) (jap. 宇治川の戦い Uji-gawa no tatakai) – bitwa wojny Gempei stoczona w 1184 roku, między konkurującymi odnogami rodu Minamoto. W bitwie tej zwyciężyła armia Yoshitsune Minamoto nad wojskami jego kuzyna Yoshinaki.
Po przegranej bitwie pod Mizushimą Yoshitsune Minamoto nie podjął dalszych działań przeciwko Tairom, lecz wycofał się w kierunku stolicy, planując porwać cesarza Go-Shirakawę i wykorzystując go jako atut polityczny, wystąpić przeciw swemu kuzynowi Yoritomo. Liczył na wsparcie stryja, Yukiie, ale ten zdradził jego plany cesarzowi i Yoritomo. Yoshinaka zajął stolicę, gdzie jego wojska dopuściły się wielu rabunków, a z początkiem 1184 roku zaatakował pałac cesarski i wziął cesarza w niewolę. Tymczasem Yukiie, pobity przez Tairów pod Muroyamą cofnął się i zajął pozycję zagrażającą stolicy od południa, a od wschodu nadciągała wysłana przez Yoritomo wielka armia pod wodzą Yoshitsune i Noriyoriego Minamoto.
Plany Yoshinaki ustanowienia niezależnego władztwa na wzór tego, które na wschodzie zorganizował Yoritomo, legły w gruzach. Cesarz Go-Shirakawa, którego Yoshinaka usiłował uprowadzić ze stolicy, już wcześniej potajemnie komunikował się z Yoritomo. Siły Yoshinaki, osłabione po porażkach ze strony Tairów i w walkach wewnętrznych, usiłowały bronić się na linii Uji, w tym samym miejscu gdzie Yorimasa Minamoto stawił czoła Tairom w cztery lata wcześniej. Zniszczenie mostów na rzekach Uji i Seta nie powstrzymało atakujących, którzy sforsowali rzeki i odrzucili obrońców. Yoshinaka zdołał uciec do Awazu, gdzie zginął. 